# Desokupa
Desokupa és una organització o empresa que declara que la seva especialitat és "recuperar immobles mitjançant la mediació amb 'okupas', llogaters, precaris, comunitats de veïns, pisos compartits, etc. Diu comptar a més amb un departament jurídic propi que assessora en temàtiques de desallotjament d'habitatges. Començaren la seva activitat l'any 2016, i fins a l'any 2022 declararen haver dut a terme fins a 7.000 "desokupacions amb èxit", a més d'assegurar que rebien recomanacions del sector dels cossos i forces de seguretat de l'estat. El seu àmbit d'actuació comptaria amb equips operatius distribuïts per tot el territori de l'Estat espanyol, inclòs Balears i Illes Canàries, tot i que també asseguren realitzar serveis fora amb un servei internacional.
Són nombroses les polèmiques atribuïdes a aquesta organització. El 3 de setembre de 2021 s'atribuí a Daniel Esteve, amo de l'empresa de liderar una campanya contra una jove marroquina i alimentar l'engany que havia fet fora una anciana de 89 anys del seu pis. La història real, però és que la llogatera del pis de 89 anys havia subarrendat il·legalment el pis on vivia a la jove marroquina i havia incomplert el contracte de lloguer, motiu pel qual se l'amenaçava amb el desnonament. L'octubre de 2022 es feu públic un nou model de negoci de Desokupa que consistia a assessorar ajuntaments en matèria de desallotjaments, a canvi d'una quota de 3.000 euros l'any per ajuntament. L'organització ha estat vinculada amb elements neonazis, ja que alguns dels seus membres podrien estar vinculats amb moviments d'aquesta ideologia, tot i que no s'han pogut fer acusacions personals directes. El que si s'ha publicat és l'experiència d'alguns dels seus membres en la participació en milícies de l'Europa de l'Est i en lluita d'arts marcials.
Apuntada per diverses denúncies per amenaces, intimidacions o lesions, Desokupa només ha estat condemnada una vegada, el juliol del 2023, per vulneració dels drets d'imatge. El mes de maig, l'Ajuntament de Barcelona també va presentar una denúncia contra ell per “crims d'odi”, després d'haver identificat “himnes nazis i salutacions feixistes” en una manifestació “antiokupa”. La presidenta de Podemos i ministra de Drets Socials, Ione Belarra, va anunciar aleshores la seva voluntat de reformar el codi penal per prohibir "organitzacions com Desokupa", definides com "un greu problema per a la democràcia" i "un germen de comando parapolicial". amplia "l'odi als pobres". Per un preu variable, a partir de 3.000 euros i en funció del valor de l'immoble en joc, l'empresa desallotja els okupes ràpidament, sense passar pels jutjats, amb pràctiques que estan al límit de la legalitat. Afirma que col·labora amb la policia. L'èxit de l'empresa es va veure afavorit per l'ajuda de cadenes privades de televisió com Antena 3 o Telecinco, que van filmar en directe diverses de les seves expulsions i li van lliurar el micròfon en moltes ocasions, i ràdios i pàgines d'Internet. La seva empresa va assolir una facturació de més de 880.000 euros l'any 2022 i Daniel Esteve, que condueix un Porsche, cobra un sou anual de 180.000 euros.